# Бялеблото-Стара-Весь
Бялеблото-Стара-Весь (пол. Białebłoto-Stara Wieś) — село в Польщі, у гміні Браньщик Вишковського повіту Мазовецького воєводства.
Населення — 256 осіб (2011).
У 1975-1998 роках село належало до Остроленцького воєводства.

## Демографія
Демографічна структура станом на 31 березня 2011 року:
|          | Загалом | Допрацездатний вік | Працездатний вік | Постпрацездатний вік |
| -------- | ------- | ------------------ | ---------------- | -------------------- |
| Чоловіки | 124     | 24                 | 81               | 19                   |
| Жінки    | 132     | 30                 | 67               | 35                   |
| Разом    | 256     | 54                 | 148              | 54                   |